# Johannes Uhlig (Maler)
Johannes Uhlig (* 13. oder 17. Juli 1869 in Hainichen, Sachsen; † nach 1939 in Weimar?) war ein deutscher romantischer Maler.

## Leben
Uhlig studierte zunächst von 1885 bis 1890 an der Königlichen Kunstakademie und Kunstgewerbeschule in Leipzig (Nr. 1487) und in den Jahren 1891 bis 1892 an der Kunstakademie Dresden (Studentennummer 2870). 1893 bildete er sich in Waimar weiter und 1894 war er an der Kunstakademie Wien, wo er sein Studium der Malerei erfolgreich abschloss. Anschließend ließ er sich in Dresden in der Gerokstraße 46 nieder und unterhielt ein Atelier für Porträtmalerei, fotografische Vergrößerungen und Kunstfotografie in der Holbeinstraße 40. In Dresden absolvierte der Maler und Grafiker Horst Naumann von 1923 bis 1925 eine Ausbildung bei ihm. Später ließ sich Uhlig in Weimar nieder. Bekannt wurde er durch seine Bildnismalerei in Öl.
Werke (Auswahl)
- Alte Kirche zu Hainichen (1899, Aquarell, 38,5 × 25 cm)
- Einige Werke in einer privaten Kunstsammlung in Obervorschütz